# Colpochila deceptor
Colpochila deceptor är en skalbaggsart som beskrevs av Blackburn 1890. Colpochila deceptor ingår i släktet Colpochila och familjen Melolonthidae. Inga underarter finns listade i Catalogue of Life.